# Astroblème de Manicouagan
L'astroblème de Manicouagan est un ancien cratère d'impact et est le plus grand cratère d'impact facilement « visible » sur Terre. D'un diamètre d'environ cent kilomètres avec en son centre un lac annulaire de 70 km de diamètre, il est situé principalement dans la municipalité régionale de comté de Manicouagan dans la région de la Côte-Nord du Québec, au Canada, environ 300 km au nord de la ville de Baie-Comeau. 

## Description

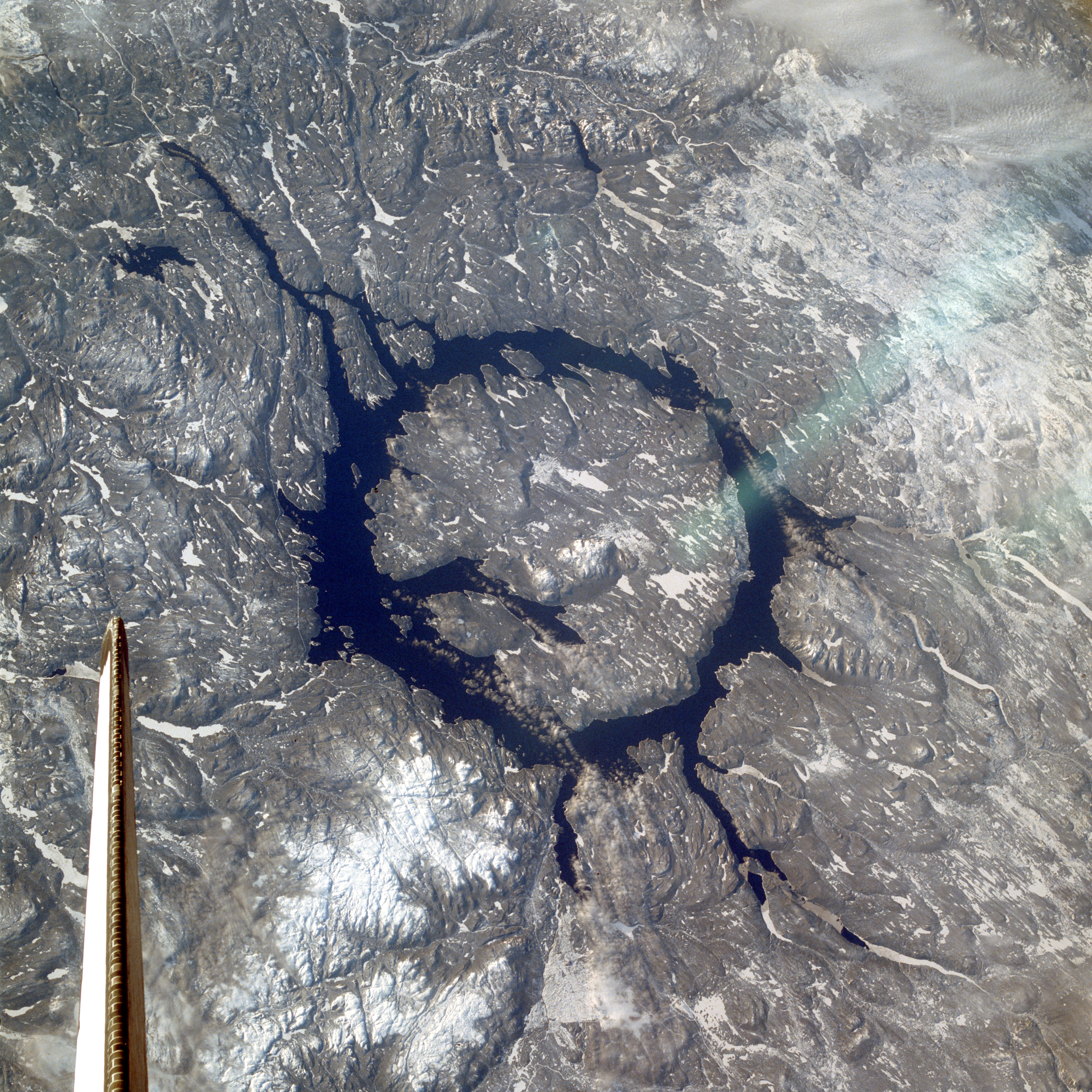
Vue satellitaire de l'astroblème, décembre 1983.

Âgé d'environ 213 à 215 millions d'années, le cratère de Manicouagan est un ancien grand astroblème encore visible à la surface de la Terre. Sa partie la plus septentrionale est située dans la municipalité régionale de comté de Caniapiscau.